# Rudolf Müller (Politiker, 1911)
Rudolf Müller (* 20. Oktober 1911 in Rixdorf; † 25. Februar 1997 in Berlin-Köpenick) war ein deutscher Politiker (SED). Er war kommissarischer Vorsitzender des Rates des Bezirkes Cottbus sowie stellvertretender Minister für Allgemeinen Maschinenbau und Stellvertreter des Vorsitzenden der Staatlichen Plankommission der DDR.

## Leben
Müller wuchs mit elf Geschwistern in einer sozialdemokratischen Arbeiterfamilie in Berlin auf, besuchte die Volksschule und erlernte den Beruf des Werkzeugmachers. Später qualifizierte er sich zum Maschinenbauingenieur. 1929 trat er der KPD bei.
1949 war er Direktor im Werk für Nachrichtentechnische Entwicklung und Fabrikation (NEF) Berlin-Oberschöneweide, einem Teilbetrieb des späteren Werkes für Fernsehelektronik. Mitte der 1950er Jahre war Müller Hauptdirektor des Werkes für Fernmeldetechnik Berlin-Oberschöneweide. Von 1954 bis 1958 war er Abgeordneter der Stadtverordnetenversammlung von Berlin. Von 1956 bis 1958 wirkte er als stellvertretender Minister für Allgemeinen Maschinenbau, ab 24. März 1958 war er Vorsitzender des Wirtschaftsrates im Bezirk Cottbus sowie stellvertretender Vorsitzender des Rates des Bezirks. Müller gehörte zudem als Mitglied dem Büro der SED-Bezirksleitung Cottbus an. 1961 wurde er Leiter der Bezirksplankommission Cottbus. Am 4. April 1962 übernahm er geschäftsführend den Vorsitz des Rates des Bezirks Cottbus vom abberufenen Heinz Krüger (bis Juni 1962). Von Juli 1962 bis März 1963 fungierte Müller als Erster Stellvertreter des Vorsitzenden der Staatlichen Plankommission und Mitglied des Ministerrates der DDR. Ab März 1963 war er Stellvertreter des Staatssekretärs für Forschung und Technik. In dieser Zeit verantwortete er die Abwicklung des Amtes für Kernforschung und Kerntechnik. 1967 wurde er Erster Vizepräsident des Deutschen Amtes für Meßwesen und Warenprüfung (DAMW) und 1973 Vizepräsident des Amtes für Standardisierung, Meßwesen und Warenprüfung (ASMW). Gleichzeitig fungierte er als Vorsitzender der Kreisparteikontrollkommission der SED im Ministerium für Wissenschaft und Technik der DDR.

## Auszeichnungen
- Verdienstmedaille der DDR (1959)
- Vaterländischer Verdienstorden in Bronze (1961), in Silber (1971) und in Gold (1976)
- Ehrenspange zum Vaterländischen Verdienstorden in Gold (1981)
- Karl-Marx-Orden (1986)